# Bruce Baumgartner
Bruce Baumgartner, född den 2 november 1960 i Haledon, New Jersey, är en amerikansk brottare som tog OS-guld i supertungviktsbrottning i fristilsklassen 1984 i Los Angeles, OS-silver i samma viktklass 1988 i Seoul, OS-guld på nytt 1992 i Barcelona och slutligen OS-brons 1996 i Atlanta. 